# Pedinomonadaceae
Pedinomonadaceae, porodica zelenih algi smještena u vlastitom redu Pedinomonadales, dio je razreda Pedinophyceae. Priznato je desetak vrsta u 4 roda.

## Rodovi
1. Anisomonas Butcher
2. Chlorochytridion Vischer
3. Dioriticamonas Skvortzov
4. Pedinomonas Korshikov